# فتاكة أمريكية
الفَتَّاكَةُ الأَمرِيكِيَّة (بالإنجليزية: Necator americanus)‏ هي نوع من الديدان الشصية من شعبة الديدان الأسطوانية. تعيش في الأمعاء الديقة للثوي مثل الإنسان، الكلب والقط. وتسبب داء الفتاكات.
الفتاكة الأمريكية والأنكلستوما الاثنا عشرية هي أكثر الديدان الشصية إصابة للإنسان والتين درستا معا كاٍصابة بالدودة الشصية، تختلف فقط من ناحية التوزع الجغرافي، الحجم النسبي وشكل الجزء الفموي.